# Поляна (Мукачівський район)
Поля́на (угор. Polena)— село в Україні, центр Полянської сільської громади Мукачівського району Закарпатської області.

## Географія

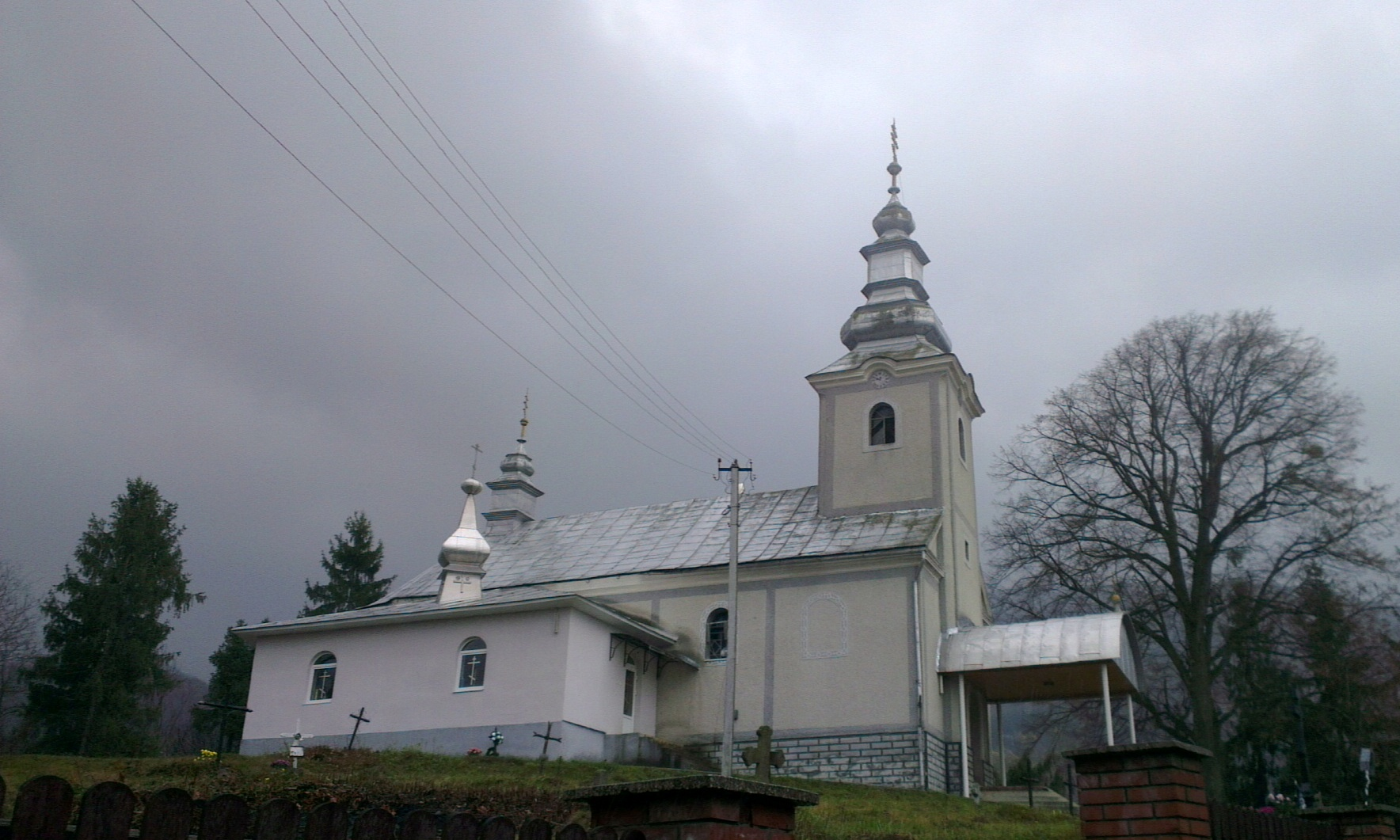
Церква

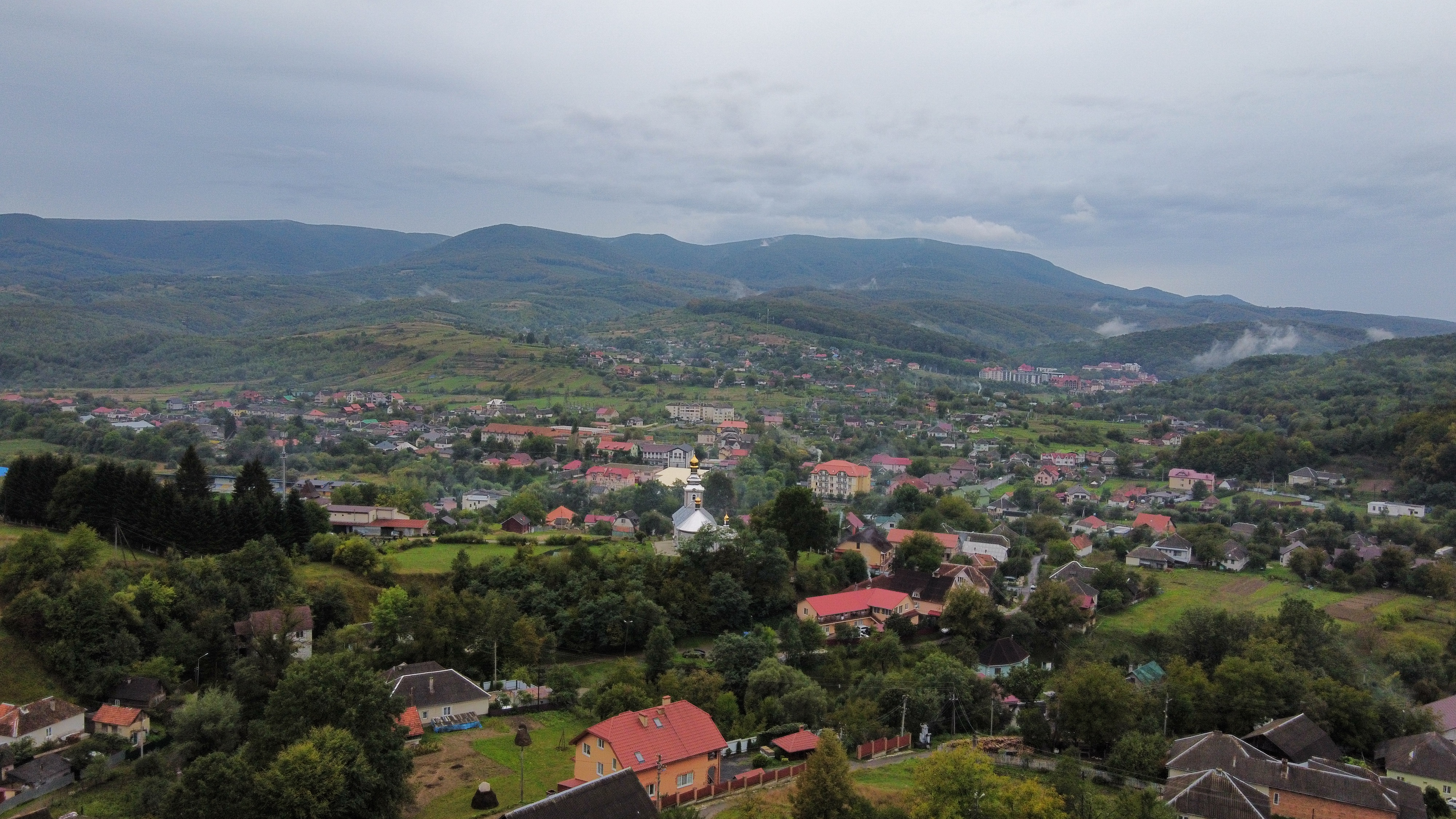
Поляна з висоти

Село розміщене за 20 км на північний схід від районного центру, у невеличкій вузькій долині, оточеній майже з усіх боків лісами, в західній частині району. В околицях Поляни починається підйом на Уклинський перевал та зливаються дві річки — Мала Пиня і Велика Пиня, даючи початок Пині. На південному сході села стоїть гора Крехая, зі сходу село захищене горою Кичерою, на захід підноситься гірський масив Синяк з вершиною Дунавкою. Межує із Солочинською, Плосківською сільськими радами та (на півночі) Воловецьким районом. Селом течуть струмки Луг та Глибокий.

## Історія
Поляна має багатовікову історію. Речові пам'ятки, виявлені на території села, відносяться до ІІ тисячоліття до н. е. Вперше село згадується ще в ХІІ столітті як невеличке поселення пастухів.
У 40-х роках ХІІІ століття, коли на Закарпаття вторглися монголо-татари, Поляна, як і багато інших сіл, що містились на шляху їхнього просування, була спалена. Після навали село ще довго залишалося спустілим. Лише в XV—XVI століттях тут з'являються ознаки життя. У 1548 році Поляна була заселена вдруге.
У XVII—XVIII століттях багато полянських селян боролося з феодалами у загонах опришків. Під час визвольної війни угорського народу 1703—1711 рр. жителі Поляни вступали в загони куруців, які завдавали ударів по цісарських військах. Після поразки Габсбурґи жорстоко розправилися з повстанцями. Багатьох селян було закатовано, а тих, хто залишився живим, передано новим землевласникам.
У 1728 році австрійський імператор Карл VI віддав значну частину Закарпаття великому австрійському магнатові Шенборну-Бухгайму. Поляна теж стала його власністю і ввійшла до складу Мукачівсько-Чинадіївської домінії.
З 1848 року громада селища користувалась власною печаткою з зображенням косаря з косою на плечі (опис і зразок такої печатки збереглися серед матеріалів закарпатського краєзнавця ХІХ ст. Т.Легоцького).
З другої половини XIX століття в селі діяли три цехи з розливу мінеральної води, відомої місцевим жителям уже понад 500 років тому. Мінеральну воду називали «Поляною квасовою» й «Лужанською» і вживали як столову воду. Про це згадують грамоти угорського короля ще в 1463 році. Згодом вона почала використовуватися для лікування деяких захворювань шлунку. Джерела містилися у володінні графа Шенборна, який віддавав їх в оренду лихварям.
З 1842 по 1911 рік «Поляна квасова» відзначалась 21 раз на міжнародних конкурсах як одна з найкращих мінеральних вод у Центральній Європі. Поряд з «Поляною квасовою» величезний попит на європейському ринку мала і «Лужанська». Ця вода теж удостоєна багатьох дипломів та відзнак.
1868 р. на березі річки Мала Пиня було збудовано «Полянську купіль» з 40 помешканнями і 20 ванними кабінами. Ці споруди були дерев'яними і в 1907 р. знищені пожежею. В 1913 р. почалася відбудова курорту і в 30-х роках це вже був один з найвідоміших європейських курортів, який пропонував цілорічне лікування.
Поляна знаходиться у зручному географічному положенні: 11 км від залізничної станції та в оточенні мальовничої карпатської природи. З одного боку здіймається Полонинських хребет, з іншого – Уклинський перевал. Регіон Поляни також став місцем зустрічі двох річок – Мала і Велика Пиня. Селище Поляна розташоване в долині, що оточена лісами, саме тому тут ретельно заховані від міської метушні найвідоміші бальнеологічні курорти України ( і не тільки) – «Поляна» та «Сонячне Закарпаття».
Одна з складових неповторного магнетизму Закарпаття- сива історія, що чекає туристів буквально біля кожного каменю. Чимало сіл, що туляться по гірських схилах мають історію більш давню,  ніж великі міста та столиці.
Перші згадки про славнозвісну Поляну були ще у XII сторіччі, хоча з джерел відомо, що на території сучасної  Поляни люди жили ще у кам’яному віці та в епоху міді та бронзи. Дослідники зазначають, що речові пам`ятки, які виявлені на території – відносяться до 11 тис.до н.е. Цьому сприяло вигідне геополітичне розташування. Через Верецький перевал проходив названий у народі пізніше «Великий руський торговий шлях». По ньому купці із далекого Сходу (навіть Китаю) прямували «шовковими шляхами» до Західної Європи.
При першій згадці про Поляну у XII ст. описується те, що цією територією пройшлась монголо-татарська навала, після чого на місці будинків лишився тільки попіл. Після того, село ще довго залишалося опустілим. Лише в XV—XVI століттях тут з’являються ознаки життя. В 1548 році Поляна була заселена вдруге.
В епоху феодалізму селянство Поляни терпіло жорстокий соціально-економічний і національний гніт, а тому часто піднімалося на боротьбу з своїми гнобителями. Поляна, яка була розташована у гірській місцевості в  XVII—XVIII ст. стала одним із центрів селянсько-опришківського руху на Закарпатті.
Після захоплення Закарпаття австрійськими Габсбургами в кінці XVII століття, після розпаду Угорської держави життя народу погіршало, тому, селяни ще сильніше почали боротися за визволення та від соціально-економічного гніту. Селяни взялися за зброю. Після поразки війни Габсбурги жорстоко розправилися з повстанцями. Багатьох селян було закатовано, а тих, хто залишився в живих, передано новим землевласникам.
В 1728 році австрійський імператор Карл VI віддав значну частину Закарпаття великому австрійському магнатові Шенборну-Бухгейму. Поляна, в якій тоді налічувалося 52 будинки й проживало 362 мешканці, теж стала його власністю і була включена до складу Мукачівсько-Чинадіївської домінії. Тут знаходилася економія, яка об’єднувала більше 10 сіл. Жителі Поляни були позбавлені землі.
Все це загострювало класові протиріччя в Поляні. Тяжке кріпосницьке гноблення породжувало масові виступи селян. Вони захоплювали поміщицьку землю, відмовлялися виконувати панщину, здавати натуральну данину тощо.
Революцію 1848—1849 рр. жителі села зустріли з піднесенням. Вони чекали від неї волі, землі, тому підтримували революційні загони, що діяли на Закарпатті.
Хоч революція й знищила кріпацтво, однак нужди й злиднів селяни не позбулися, бо за т. зв. комасаціями 60—70 рр. поміщики ще більше їх обезземелили. В зв’язку з цим боротьба бідноти проти гнобителів не припинялась. В 1872 році, наприклад, селяни підпалили хліб, який належав полянському попові. Збитки від пожежі становили 1200 форинтів.
В Поляні не було ніяких промислових підприємств, крім трьох цехів по розливу мінеральної води, відомої місцевим жителям уже понад 500 років тому. Джерела знаходились у володінні графа Шенборна, який здавав їх в оренду лихварям.
Важке соціально-економічне становище селян, політичне безправ’я, мадьяризація в галузі освіти і культури вели до посилення еміграції за кордон.
На початку XX століття в Поляні існувала початкова школа, заснована ще в минулому столітті, викладання в якій проводилося тільки угорською мовою, незрозумілою більшості селянських дітей.
Під час першої світової війни, в середині жовтня 1914 року, російські війська дійшли до Сваляви й Уклина. Поляна опинилася на лінії фронту, і розорення та пограбування селян австрійськими військами різко посилилися, що породило ще більше загострення класових протиріч.  В березні 1919 року, коли на Закарпатті перемогла Радянська влада, трудящі Поляни створили Раду, яка почала перетворювати в життя рішення Радянського уряду Угорщини. Жителі села боролися за возз’єднання Закарпаття з Радянською Україною.
В кінці квітня 1919 року Поляна була окупована чехословацькими військами, а Радянська влада повалена. Незважаючи на воєнний стан, запроваджений окупантами, боротьба проти соціального гноблення не згасала.
Економічна криза 1921 року погіршила становище жителів Поляни. Посилилися злидні й безробіття. Особливо це спостерігалося на Свалявському лісохімзаводі, де працювало багато полянців. Господарі заводу довели робітників до зубожіння.
Великим святом для полянців було підписання договору про возз’єднання Закарпаття з Радянською Україною. Старий комуніст М. І. Тацей з цього приводу згадує: «Ми з поля бігли в село, до людей. Потім на мітингу люди говорили, які вони щасливі. Не можна передати, що то були за хвилини. Повінь щастя буяла Поляною в день 29 червня, світлий день нашого життя»
Радянська влада зразу ж подала селянам велику допомогу в піднесенні занедбаного сільського господарства, забезпеченні посівним матеріалом і добривами. Селяни все більше починали розуміти, що доки існуватиме одноосібне господарство, доти вони не зможуть позбутися злиднів.
Радянська влада й колективна творча праця виховали нову людину, вільну від експлуатації, безробіття та злиднів. Багато колишніх пригноблених бідняків стали передовиками виробництва, працівниками, яких поважають всі жителі Поляни.
В околицях села працюють санаторії, які відомі за межами України: «Поляна», «Сонячне Закарпаття», "Закарпатський Оздоровчий Комплекс «Сонячний» та ряд інших, що працюють на базі мінеральних джерел, а також завод з розливу мінеральної води «Поляна Квасова».
храм св. арх. Михайла. 1843.
Про стару дерев'яну церкву ішлося ще в 1649 році. У 1692 р. за священика Луки Куцкіра полянська церква мала філії в Дицьковиці та Уклині. У 1699 році Дицьковиця (тепер частина Поляни) згадується як село, що майже знелюдніло, а церква була пошкоджена. Типову муровану церкву базилічного стилю збудовали на місці, де була дерев'яна. В 1920 році встановили іконостас з 32 іконами. Два великі дзвони було відлито в 1926 році.
Біля церкви збереглося кілька чудових кам'яних хрестів з різних років XIX ст..

### Дисковиця
Дисковиця — колишнє село в Україні, в Закарпатській області.
Обєднане з селом Поляна рішенням облвиконкому Закарпатської області № 155 від 15.04.1967
Перша згадка 1549: Byſtra (nova) (Conscr. Port.), 1611: Bisztra (LEHOCZKY 3: 229), 1611: Diskovica (DEZSŐ 249), 1645: Uy Bisztra (MAKKAI 342), 1682: Zsitkovica (LEHOCZKY 3: 229), 1693: Diskowitsa (HODINKA 373), 1773: Diskovicza, Diszkovicza (LexLoc. 52), 1808: Diskovicza, Disskowica (LIPSZKY: Rep. 134), 1851: Diczkovicza (FÉNYES 1: 260), 1877: Dickovica (Hnt.), 1913: Kisvadas (Hnt.), 1925: Diškovice, 1930: Dečkovice (ComBer. 53), 1944: Diszkovica, Дисковица.
8 червня 1611 р. Ференц Магочі дав грамоту Михайлу Лизанцю, щоб заснувати на цьому місці село під назвою Бистра. Назва села була змінена на Житковиця у другій половині XVII століття коли цю місцевість отримала сім'я Zicsko. Назва Diszkovica ~ Дисковиця, вживається з кінця 1600-х років, також має особисте походження, Дицко ~ Диско, очевидно транслітерація від імені Димитрій.
Свято-Юріївський храм: 6 травня 2004 року Преосвященним владикою Міланом було освячено наріжний камінь під будівництво нового Свято-Юріївського храму, а 17 вересня 2006 року було освячено новий храм. Адміністратором парафії є став. прот. Георгій Хваста.

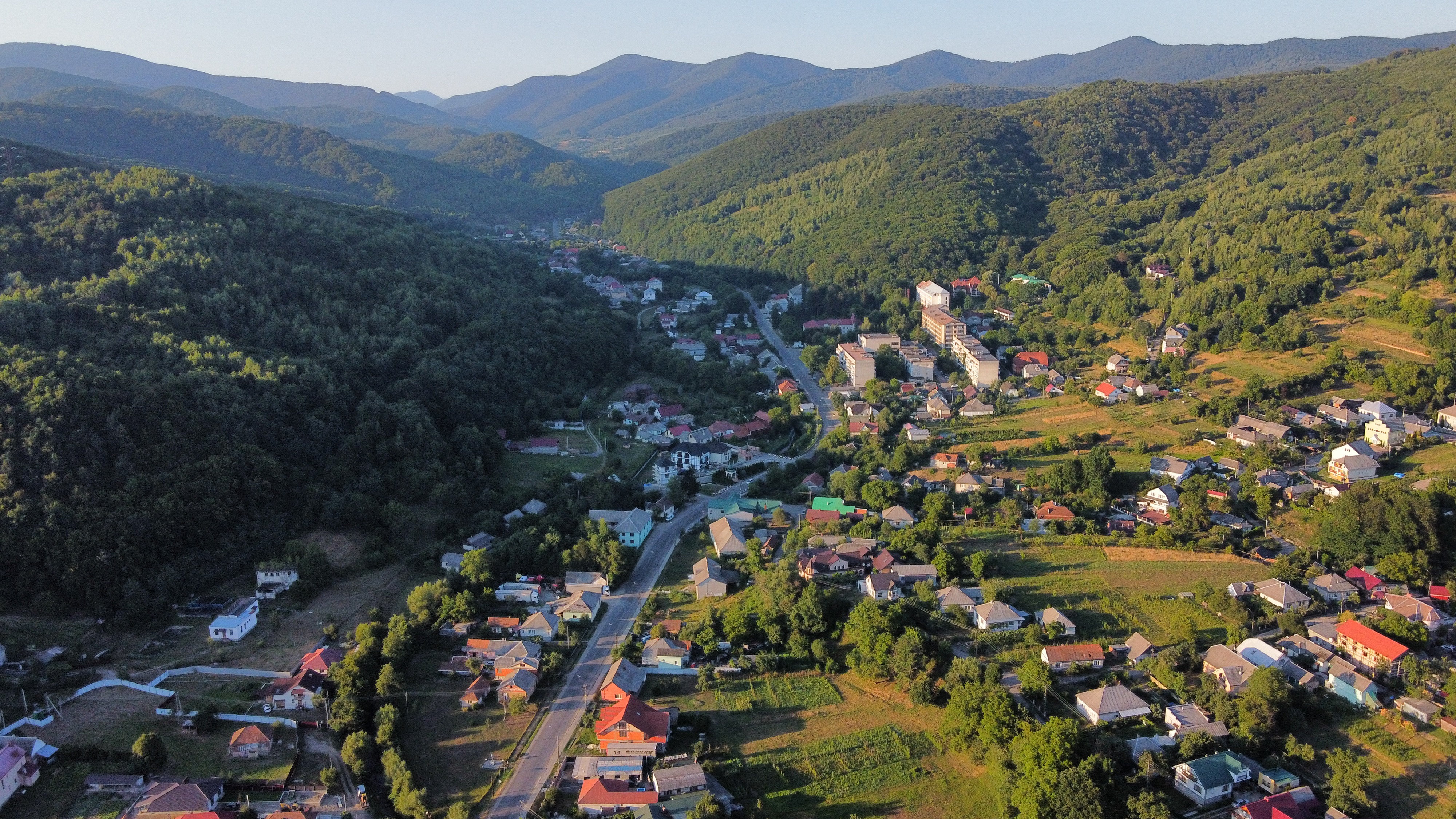
Поляна

### Луги
Луги — колишнє село в Україні, в Закарпатській області.
Обєднане з селом Поляна
Згадки: 1888: Luhi, 1892: Luhi, 1898: Luhi, 1904: Luhi, 1907: Luhi, 1913: Luhi, 1967: Luhei, Luhi, 2001: Luhei.

## Релігія
- Свято-Михайлівська церква Української Православної Церкви. Настоятель храму протоієрей Іоанн Ігнатюк.[1]
- Церква християн євангельської віри Української Євангельської Церкви. Церква була заснована у 1929 році. Пасторами церкви були Райчинець Федор Федорович, Годинець Юрій Юрійович, Райчинець Василь Федорович (1987—2020),[2] Попович Михайло Дмитрович (2020—2023). З 2023 року пастором церкви є Дувалка Юрій Юрійович.
- Храм Святого Георгія Побідоносця Мукачівської греко-католицької Церкви. Настоятель храму о. Михайло Станинець. Церква заснована у 2002 році, а храм освячений у 2006 році.[3]

## Населення
За переписом населення України 2001 року в селі мешкало 3239 осіб.

### Мова
Розподіл населення за рідною мовою за даними перепису 2001 року:
| Мова       | Відсоток |
| ---------- | -------- |
| українська | 97,38 %  |
| російська  | 1,75 %   |
| угорська   | 0,22 %   |
| німецька   | 0,07 %   |
| білоруська | 0,04 %   |
| молдовська | 0,04 %   |
| румунська  | 0,04 %   |
| інші       | 0,46 %   |

## Туристичні місця

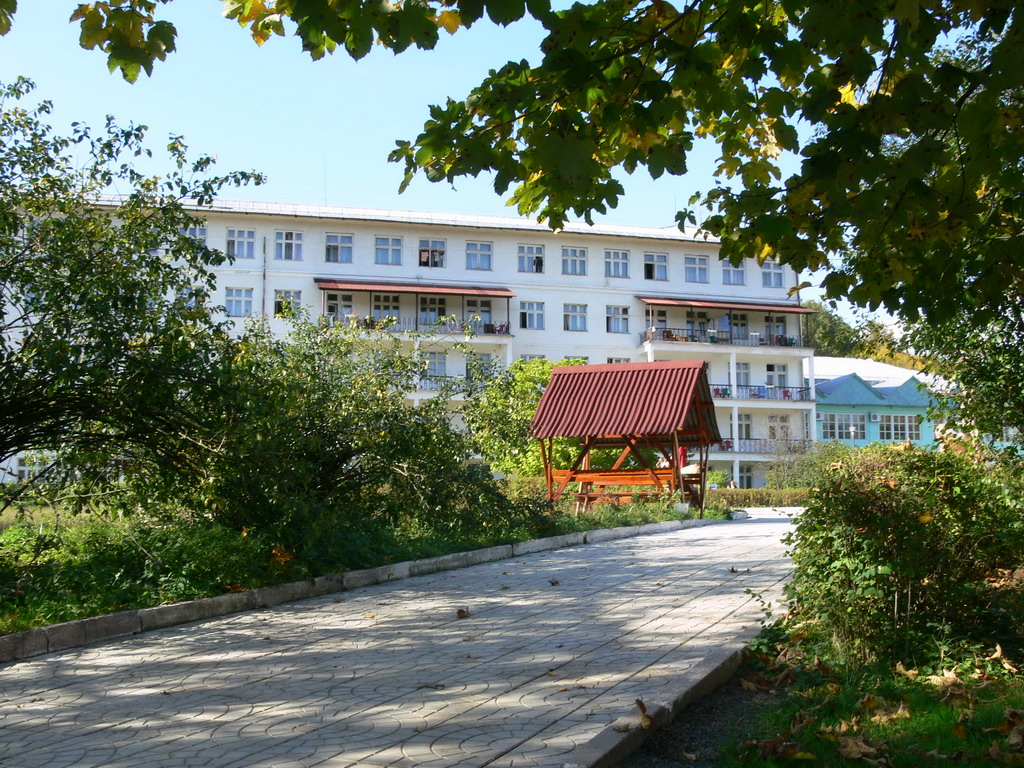
Санаторій «Сонячне Закарпаття»

- В околицях села працюють санаторії, які відомі за межами України: «Поляна», «Сонячне Закарпаття», "Закарпатський Оздоровчий Комплекс «Сонячний» та ряд інших, що працюють на базі мінеральних джерел типу «Боржомі», а також завод з розливу мінеральної води «Поляна Квасова».
- У селі влаштовані дві гірськолижні траси: Ведмежа і Катерина.
- храм св. арх. Михайла. 1843.
- мінеральні джерела

## Відомі уродженці
- Райчинець Василь Федорович (1952—2020) — старший єпископ (1995—2020) Української Євангельської Церкви, голова Всеукраїнської Ради Церков (01.01.2020 — 04.07.2020 р.), кавалер «Ордена князя Ярослава Мудрого» V ступеня[6].
- Русин Іван Іванович (1979) — український філософ і богослов, доктор філософії, ректор Української євангельської теологічної семінарії.
- Райчинець Анатолій Васильович (1979) — заступник генерального секретаря Українського Біблійного Товариства. Кавалер ордена «За заслуги» ІІІ ступеня.
- Уліганець Сергій Іванович (1978) — український географ, кандидат географічних наук, доцент, завідувач кафедри географії України Київського національного університету імені Тараса Шевченка/

## Дивіться
- Поляна (курорт)